# Helene Gröger-Wurm
Helen Mary Gröger-Wurm (geboren als Helene Maria Gröger 21. Februar 1921 in Wien; gestorben 18. September 2005 in Canberra) war eine austroaustralische Ethnologin.

## Leben
Helene Gröger war eine Tochter des Bankbeamten Wilhelm Gröger und der Antonia Vecera. Sie studierte ab 1940 Völkerkunde an der Universität Wien und afrikanische Sprachen und Ägyptologie in den Nebenfächern. Auf Anregung von Hermann Baumann schrieb sie eine Dissertation über Die Musikinstrumente im Kult der Afrikaner und wurde damit 1946 bei Wilhelm Koppers und Wilhelm Czermak promoviert. Sie heiratete 1946 den Linguisten Stefan Wurm (1922–2001) und ging mit ihm 1952 nach London, wo sie bei Raymond Firth an der London School of Economics Kurse in Social-Anthropology belegte. Stefan Wurm erhielt 1954 eine Stelle an der Universität Sydney und 1957 eine Professur in Canberra an der Australian National University (ANU). Sie zogen nach Australien, wo sie 1957 die australische Staatsbürgerschaft erwarben. 
Da sie in derselben Fakultät nicht arbeiten durfte, steckte Helen Wurm zugunsten der Karriere ihres Mannes zurück und befasste sich mit ungeordneten Deposita im Keller des Anatomieinstituts der ANU, die von weißen Verwaltungsbeamten in australischen Reservaten eingesammelt worden waren, und stellte im Auftrag des Gesundheitsministeriums eine Ausstellung zusammen. Sie übersetzte den ersten Band von Die Mbowamb von Georg Friedrich Vicedom und Herbert Tischner aus dem Jahr 1943 ins Englische und hielt, nachdem sie sich mit der Thematik vertraut gemacht hatte, öffentliche Vorträge über die Kultur der australischen indigenen Bevölkerung. 1961 gehörten die Wurms zu den Gründern des Australian Institute of Aboriginal Studies (AIAS), und zwischen 1965 und 1974 arbeitete sie am Institut, um Sammlungen verschiedener ethnischer Gruppen aufzubauen. Gemeinsam mit ihrem Mann hielt sie sich auf mehreren Forschungsreisen bei Ethnien in Papua-Neuguinea auf, in Arnhemland, auf Bathurst Island und Melville Island, bei Port Keats und in Mowanjum in den Kimberleys, wobei sie sich wissenschaftlich nicht ins Gehege kamen, da er linguistischen Fragestellungen nachging. Die Feldforschung wurde aufgrund religiöser Vorbehalte der Aborigines und deren politischen Vertretern, sowie weißer Gruppen, die deren Interessen vertreten wollten, mit der Zeit komplizierter. Zwei Manuskripte über Rindenmalereien und australische Kunst blieben daher unvollendet und unpubliziert. Helen Wurm ließ sich Mitte der 1970er Jahre zur Bibliothekarin umschulen und arbeitete in der National Library of Australia in Canberra.

## Schriften (Auswahl)
- Australian aboriginal bark paintings and their mythological interpretation. Canberra : Australian Institute of Aboriginal Studies, 1973
- Eastern Arnhem Land. Canberra : Australian Institute of Aboriginal Studies, 1973